# Ansonia smeagol
Ansonia smeagol é uma espécie de anfíbio anuros da família Bufonidae. Está presente em Malásia. Não foi ainda avaliada pela UICN.